# Egy Gyűrű
Az Egy Gyűrű, vagy másként Az Egy, A Gyűrű, Isildur átka J. R. R. Tolkien történeteiben a Hatalom Gyűrűinek leghatalmasabbika.

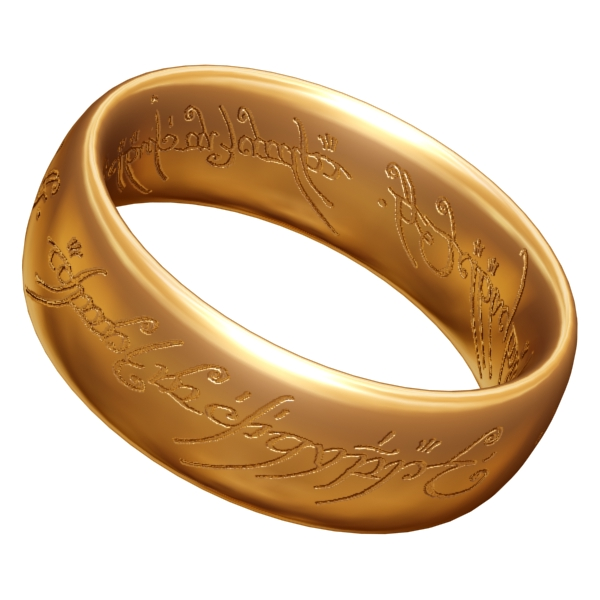
„Egy Gyűrű mind fölött...”

A történetek szerint a Másodkor kezdetén eregioni tünde kovácsok Celebrimbor és az ekkor Annatar nevet viselő Sauron vezetésével készítették Középfölde urai számára a Hatalom Gyűrűit. Ezek biztosították hatalmukat Középfölde felett. A húsz gyűrű (3 tünde, 7 törp, 9 ember, és Sauron gyűrűje) között is az Egy Gyűrű a leghatalmasabb, amelyet egymaga Sauron kovácsolt, hogy uralma alá kerítse a többi Gyűrűt.

| „                       | Egy Gyűrű mind fölött, Egy Gyűrű kegyetlen, Egy a sötétbe zár, bilincs az Egyetlen. | ” |
| – az Egy Gyűrű felirata |                                                                                     |   |

## Külseje

Az Egy Gyűrű felirata

Az Egy egyszerű, kő nélküli, arany gyűrű. Külső és belső oldalára a Gyűrűvarázs szavai vannak vésve tengwar írással. Ezek Mordor nyelvén a következőképpen hangzanak:
Ash nazg durbatulûk, ash nazg gimbatul, ash nazg thrakatulûk, agh burzum-ishi krimpatul.
A vers magyarul Réz Ádám műfordításában a következőképpen hangzik:
Egy Gyűrű mind fölött, Egy Gyűrű kegyetlen, Egy a sötétbe zár, bilincs az Egyetlen.
A felirat csupán magas hőmérsékleten jelenik meg, például ha a Gyűrűt tűzbe vetik, de Sauron kezének melege is elég volt, hogy megjelenjen.

## Tulajdonságai
Az Egy Gyűrű, mivel Szauron hatalmának jókora részét őrzi, gyakorlatilag sérthetetlen. Egyféleképpen lehet elpusztítani: a készítő kohó (ez esetben az Orodruin, a Végzet Hegye) lángjával. Az Egy Gyűrű úrrá lesz őrzőjének akaratán, bármilyen rövid időre kerüljön is hozzá. Ha a viselője szeretné félretenni, vagy szeretné elajándékozni, azt képtelen megtenni. Azok, akik el akarják venni vagy kérni a Gyűrűt a birtokostól, gonosznak és ocsmánynak tűnnek a szemében, akiket bántani kell. Az Egy Gyűrű mindig az alkatához illő hatalmat ad birtokosának. Ez a hatalom egy hobbit esetében csupán láthatatlanná válást és az élettartam megnyújtását jelenti, ám hatalmasabb erők (mint például Gandalf vagy Galadriel) olyan hatalomra tehetnek szert általa, ami akár a Világ uraivá is teheti őket.
|  | Alább a cselekmény részletei következnek! |

### A Másodkor
Az Egy Gyűrűt Szauron kovácsolta a Másodkorban, 1600 körül az Orodruin tüzében, hogy hatalmának egy részét halhatatlanná, elpusztíthatatlanná tegye. A tündék és emberek seregei azonban a Másodkor 3441. évében, Gil-galad és Elendil király vezetésével, összefogtak Szauron ellen és Elendil fia, Isildur levágta a Gyűrűt Szauron ujjáról. Ezzel a Sötét Úr hatalma megtört, ám – mivel a Gyűrű még mindig létezett – nem bukott meg véglegesen.

### Isildur bukása
Isildur elpusztíthatta volna a Gyűrűt, azonban az a hatalmába kerítette őt, ezért inkább megtartotta. Két évvel később, Nősziromföldén Isildurra és kíséretére orkcsapat támadt. A király megpróbált a Gyűrűvel az ujján elmenekülni a csatából, de a folyóban úszva a Gyűrű lecsúszott az ujjáról. Ellenségei lenyilazták a láthatóvá vált ifjú királyt, a Gyűrű pedig elveszett.

### Gollam
A Gyűrű közel kétezer-ötszáz évig hevert a folyó fenekén. Ekkor egy, a hobbitokkal rokon ismeretlen nép fia, Déagol talált rá, miközben barátjával, Szméagollal horgásztak. Szméagol, mondván, hogy születésnapja van, magának követelte a Gyűrűt. Déagol nem akarta odaadni, ezért Szméagol elvesztette az eszét, Déagolra támadt és megölte. Ezután elrejtette az áldozata testét, és a gyűrű segítségével kileste a közelében élők titkait, végül közutálat miatt amit okozott, végleg száműzte a családfő, a Gyűrűvel együtt elmenekült a Köd-hegységbe és elrejtőzött a barlangok mélyén. Ötszáz évig őrizte magánál a Gyűrűt, és közben teste-lelke eltorzult, Gollammá alakult.

### Zsákos Bilbó
Mikor Zsákos Bilbó tizenhárom törp társaságában átkelt a Köd-hegységen, rátalált a Gyűrűre, amely egy barlangbeli portyája során leesett Gollam ujjáról. Ezután Bilbó találkozott Gollammal és találós kérdéseket tettek fel egymásnak. Ennek során Bilbó megkérdezte: „Mi van a zsebemben?”. Gollam erre nem tudta a választ, pedig kikötötte, hogy háromszor találgathat, ezért elhatározta, hogy felhúzza a Gyűrűt és megöli Bilbót. Ekkor döbbent rá, hogy az ékszer elveszett. Bilbó, anélkül, hogy tudta volna, mit cselekszik, felhúzta a Gyűrűt, és ezzel eltűnt Gollam szeme elől. Ezután Bilbó magával vitte a Gyűrűt otthonába, a Megyébe.
Lásd még: A hobbit

### Zsákos Frodó
Lásd: A Gyűrűk Ura cselekménye
Frodó az Elrond által összehívott tanács kérésére Mordorba vitte a Gyűrűt, hogy belevesse a Végzet Hegyének lávakatlanába. Ezt, bár odaért, képtelen volt megtenni, a Gyűrű ereje legyőzte. Ekkor Gollam, aki régóta követte őt, elragadta tőle, de megcsúszott és a Gyűrűvel együtt a lávába zuhant. A Gyűrű, Gollam és Szauron így közel egyszerre semmisültek meg, és véget ért Középfölde Harmadkora, megkezdődött az emberek uralmának korszaka. Ez a tolkieni "mitológia" lezárása.